# Oishī Proposal
Oishī Proposal (おいしいプロポーズ?, Oishī Puropōzu), conosciuto anche come Delicious Proposal, è un dorama stagionale primaverile prodotto e andato in onda su TBS in 10 puntate nel 2006.